# Kandangsemangkon
Kandangsemangkon is een bestuurslaag in het regentschap Lamongan van de provincie Oost-Java, Indonesië. Kandangsemangkon telt 7518 inwoners (volkstelling 2010).